# Laminacauda fuegiana
Laminacauda fuegiana là một loài nhện trong họ Linyphiidae.
Loài này thuộc chi Laminacauda. Laminacauda fuegiana được Albert Tullgren miêu tả năm 1901.